# Marcel Huisman
Marcel Huisman (Heemskerk, 8 december 1981) is een Nederlands voetballer die als verdediger/middenvelder professioneel voetbal heeft gespeeld voor FC Omniworld.
In het verleden kwam Huisman voor onder meer AFC '34 en (Jong) AZ uit. In het seizoen 2005/2006 ging Huisman van Türkiyemspor naar FC Omniworld. Hier speelde hij in twee seizoenen 43 wedstrijden zonder te scoren.
In het tweede seizoen van Huisman bij FC Omniworld liep hij een blessure op waardoor hij niet meer in staat was bij de proftak van de club te blijven. In het seizoen 2007/08 was Huisman aanvoerder van het eerste team van de amateurploeg van FC Omniworld. In maart 2008 werd bekend dat Huisman het volgend seizoen zou gaan spelen voor vv Katwijk. Daar bleef hij tot en met het seizoen 2012/2013 spelen. In zijn laatste seizoen werd hij algeheel amateurkampioen met vv Katwijk.
Sinds het seizoen 2013/2014 speelt Huisman in de Topklasse zondag voor ADO '20.